# Hernane Vidal de Souza
Hernane Vidal de Souza (Bom Jesus da Lapa, Estado de Bahía, Brasil, 4 de agosto de 1986) más conocido como Hernane, és un futbolista brasileño. Juega como delantero  y su equipo actual es el Brasiliense F.C. del Portuguesa da Ilha.

## Trayectoria
Nacido en el Bom Jesus da Lapa, Hernane comenzó su carrera en las categorías básicas del Atibaia del São Paulo. Después se mudó para las categorías básicas do Sao Paulo, fue ascendido al equipo profesional de Sao Paulo, pero no jugó. No hay posibilidad en el equipo profesional, fue cedido por el São Paulo a Rio Preto. Se fue cedido al Toledo para competir en el Campeonato Paranaense de 2009. En 2010, fue cedido al Sao Paulo, donde permaneció hasta 2011, cuando se golpeó con el Paraná a la disputa de la Série B.
Actualmente juega en el Brasiliense de la Serie D de Brasil.

## Clubes
Actualizado al último partido jugado el 30 de julio de 2023.
| Club               | País           | Año         | Goles | Partidos |
| ------------------ | -------------- | ----------- | ----- | -------- |
| Atibaia            | Brasil         | 2007        | 13    | 20       |
| São Paulo          | Brasil         | 2008 - 2011 | 0     | 0        |
| Rio Preto          | Brasil         | 2008        | 15    | 18       |
| Toledo             | Brasil         | 2009        | 11    | 16       |
| Paulista           | Brasil         | 2010 - 2011 | 38    | 39       |
| Paraná             | Brasil         | 2011        | 17    | 25       |
| Mogi Mirim         | Brasil         | 2012        | 22    | 45       |
| Flamengo           | Brasil         | 2012 - 2014 | 45    | 87       |
| Al-Nassr           | Arabia Saudita | 2014 - 2015 | 1     | 9        |
| Sport Recife       | Brasil         | 2015        | 4     | 17       |
| Clube Bahia        | Brasil         | 2016 - 2018 | 31    | 71       |
| Grêmio             | Brasil         | 2018        | 0     | 5        |
| Sport Recife       | Brasil         | 2018 - 2021 | 32    | 88       |
| Confiança          | Brasil         | 2021        | 2     | 15       |
| Lemense            | Brasil         | 2022        | 2     | 8        |
| Brasiliense        | Brasil         | 2022 - 2023 | 10    | 41       |
| Portuguesa da Ilha | Brasil         | 2024 -      | 0     | 0        |